# 玄部
玄部，為漢字索引中文的部首之一，康熙字典214個部首中的第九十五個（五劃的則為第一個）。在傳統漢字中，其都被歸為五劃部首；在中文簡化字中，其所屬漢字被分屬亠部及幺部。玄部通常是從左、中方均可為部字。且無其他部首可用者將部首歸為玄部。

## 部首單字解釋
1.黑中帶赤。也泛指黑色。
2.深遠、高妙。
3.北方。
4.姓。見世本。
5.微妙深奧的道理。
6.虛偽、不真實的。
7.不符合事實或離事實太遠的。

## 字形

金文
大篆
小篆

## 名稱
- 漢語：玄部　（拼音：xuánbù　注音：ㄒㄩㄢˊ ㄅㄨˋ）
- 日語：
- 朝鲜語：

## 字例
| 除部首外之筆劃 | 字例 -{ |
| -------------- | ------- |
| 0              | 玄      |
| 4              | 玅      |
| 5              | 玆      |
| 6              | 率玈 }- |